# Sherri Don't Fail Me Now
Sherri Don't Fail Me Now è un brano inciso dal gruppo inglese Status Quo e pubblicato come singolo nel settembre del 1994.

## La canzone
Si inserisce nel contesto musicale dell'album Thirsty Work dal quale viene estratto come secondo singolo ed esprime un pop rock leggero e melodico, eccessivamente intriso di tastiere e morbidi cori, non propriamente adatto al ruvido boogie-woogie da sempre offerto dalla band.
Il brano riesce ad entrare nelle charts (al n. 38) ma la nuova inattesa incursione nel pop viene poco apprezzata dai fans della band.

## Tracce
1. Sherri Don't Fail Me Now (Edit) - 2:51 - (Bown/Edwards)
2. Beautiful - 3:40 - (Rossi/Bown)
3. In the Army Now (Live) - 4:27 - (Bolland/Bolland)

## Formazione
- Francis Rossi (chitarra solista, voce)
- Rick Parfitt (chitarra ritmica, voce)
- Andy Bown (tastiere, chitarra, armonica a bocca, cori)
- John 'Rhino' Edwards (basso, voce)
- Jeff Rich (percussioni)